# Héctor Gómez (actor)
Héctor Gómez Sotomayor (Torreón, Coahuila; 13 de octubre de 1934 - Ciudad de México; 15 de agosto de 2009) fue un primer actor mexicano de cine, teatro y televisión.

## Biografía
Sus padres fueron Don Ángel Gómez y Doña Concepción Sotomayor. Tuvo cuatro hermanos: Ángel, Jaime, Oscar y Concepción. Debutó como actor a muy temprana edad, antes de cumplir los quince años participó en varias temporadas de teatro infantil, una de ellas fue la obra La reina de las nieves en 1945. Estudió actuación en el INBA, siendo parte de la primera generación de actores que egresó. Ya como actor profesional debutó en 1958 en la primera telenovela mexicana, Senda prohibida, junto a otro grupo de destacados actores como Silvia Derbez, Alicia Montoya, Jorge Lavat, Augusto Benedico, Julio Alemán, Bárbara Gil y Rafael Banquells, entre otros. Fue uno de los galanes más cotizados del cine y de la televisión. De hecho, en su juventud se le llegó a considerar como el "James Dean mexicano" gracias a su actitud rebelde y manera de vestir que imitaban al desaparecido actor estadounidense.
Destacó en más de 30 telenovelas, entre muchas otras: Las momias de Guanajuato, Historia de un cobarde, Ha llegado una intrusa, Quiéreme siempre, Ángeles blancos, Alondra, Amor gitano y Rebelde.
En cine participó en películas como Poker de reinas, Los recuerdos del porvenir, Zapata en Chinameca, Crimen ferpecto y Club eutanasia.
Una de sus actuaciones en teatro más recordadas fue el prisionero gay Molina en la obra dirigida por Arturo Ripstein El beso de la mujer araña basada en la obra de Manuel Puig. El actor recordó su participación en esta obra como uno de sus mayores triunfos.
Además de su extensa trayectoria como actor también ejerció como docente, enseñando teatro en la Escuela de Arte Teatral del INBA, el Instituto Andrés Soler y como profesor de Literatura Dramática y Teatro en la Facultad de Filosofía y Letras de la UNAM.
En el año 1993, celebró sus 50 años como actor en el Teatro Isauro Martínez, acompañado por Susana Alexander con un pequeño musical que montaron basado en textos de Salvador Novo.
Reemplazó a otro gran actor, Miguel Córcega en su papel de sacerdote en la telenovela de 2008 Cuidado con el ángel, cuando éste enfermó gravemente y posteriormente falleció.
El último trabajo de Héctor como actor fue en la serie Hermanos y detectives en 2009. Murió en la Ciudad de México el sábado 15 de agosto del mismo año, víctima de cáncer.

## Filmografía

### Telenovelas
- Cuidado con el ángel (2008-2009) .... Padre Anselmo Vidal #2
- Amor sin maquillaje (2007)
- Rebelde (2004-2006) .... Hilario Ortiz Tirado
- Clase 406 (2002-2003) .... Doctor Narváez
- Primer amor a mil x hora (2000-2001) .... Fernán Camargo
- Amigos por siempre (2000) .... Alfonso
- Amor gitano (1999) .... Bernal
- Bendita mentira (1996) .... Don Erasmo de la Mora (†) (Participación especial)
- Alondra (1995) .... Padre Gervasio
- María Mercedes (1992-1993) .... Chaplin
- Baila conmigo (1992) .... Fidel
- Ángeles blancos (1990-1991) .... Doctor Guzmán
- Teresa (1989-1990) .... Manuel Molina
- Tiempo de amar (1987)
- Aprendiendo a vivir (1984) .... Guillermo
- Quiéreme siempre (1981-1982) .... Liberman
- J.J. Juez (1979-1980) .... Marcial
- Pecado de amor (1978-1979) .... Raúl
- La venganza (1977) .... Víctor
- Barata de primavera (1975-1976) .... Nacho
- Ha llegado una intrusa (1974-1975) .... Cuco
- Las fieras (1972) .... André Brisson
- Muchacha italiana viene a casarse (1971-1973) .... Héctor
- Puente de amor (1969-1970)
- Intriga (1968)
- Incertidumbre (1968)
- Un color para tu piel (1967)
- El juicio de nuestros hijos (1967)
- Secreto de confesión (1965) .... Carlos
- Un grito en la oscuridad (1965) .... Pablo
- Apasionada (1964)
- La doctora (1964)
- Central de emergencia (1964) .... Rafael
- Historia de un cobarde (1964) .... Alfredo
- El dolor de vivir (1964) .... Luis
- Grandes ilusiones (1963)
- Pablo y Elena (1963)
- Destino (1963) .... Juan Lascuráin/Luisito
- Doña Macabra (1963)
- Las momias de Guanajuato (1962-1963)
- Codicia (1962)
- Una noche sin mañana (1961)
- Un rostro en el pasado (1960)
- Cuidado con el ángel (1959)
- Ha llegado un extraño (1959)
- Senda prohibida (1958) .... Roberto

### Series de TV
- Hermanos y detectives (2009)
- La hora de José Mota (2009)
- La rosa de Guadalupe (2008) .... Mateo (episodio "Tiempo de unión").
- Incógnito (2006-2007) .... Urólogo, Pasajero del Microbús (Sección: Mi papá es un duende o Jaime Duende).
- ¿Qué nos pasa? (1999)

### Películas
- Territorio enemigo (2008)
- Club eutanasia (2005) .... Evaristo
- Crimen perfecto (2004) .... Vendedor 1
- Despedida mágica (2003)
- The Woman I Love (2002) .... Anciano
- Expediente WC (2002) .... Díaz
- Reclusorio (1997)
- ¿Qué hora es? (1996)
- La señorita (1994)
- El hijo de Lamberto Quintero (1990)
- Zapata en Chinameca (1987)
- Cascabel (1977)
- Palacio chino (1972)
- Los recuerdos del porvenir (1969)
- Pasaporte a la muerte (1968)
- Blue Demon destructor de espías (1968)
- Dile que la quiero (1963)
- Sangre sobre el ring (1962)
- Dinamita Kid (1962)
- Senda prohibida (1961)
- Chicas casaderas (1961)
- Poker de reinas (1960)
- Cada quien su vida (1960) .... Bobby
- El hombre que logró ser invisible (1958)

## Teatro (Como actor)
- La maestra bebe un poco
- Por Lucrecia
- El efecto de los rayos gamma sobre las caléndulas
- Ah, los días felices
- Las salvajes criaturas
- Camino a Broadway, (1993) de Neil Simon.[3]
- Cartas de amor (1992), de A. R. Gurney.
- Contrabando (1991), de Víctor Hugo Rascón Banda.
- Intimidad (1988), de Hugo Hiriart.
- El candidato de Dios (1986), de Luis Basurto.
- El beso de la mujer araña (1983), de Manuel Puig.
- Santa Juana de los Mataderos (1974), de Bertolt Brecht.
- Examen de maridos (1973), de Juan Ruiz de Alarcón.
- Del Sótano al Cielo (1965), de Francis Swann.
- Susana y los Jóvenes (1964), de Jorge Ibargüengoitia.
- El sitio y la hora (1961), de Antonio Magaña Esquivel.
- Tan cerca del cielo (1961), de Wilberto Cantón.
- Variaciones para Cinco Dedos (1960), de Peter Shaffer.
- Lo que callan las mujeres (1960), de Marissa Garrido.
- Los cuervos están de luto (1960), de Hugo Argüelles.
- Proceso de Jesús (1959), de Diego Fabbri.
- Luna de miel para diez (1959), de Felipe Santander.
- Los empeños de una casa (1959), de Juana Inés de la Cruz.
- Los reyes del mundo (1959), de Luis Basurto.
- El canto de los grillos (1958), de Juan García Ponce.
- La locura de los ángeles (1957), de Luis Basurto.
- El mal de la juventud (1957), de Ferdinand Brückner.
- Martina (1956), de Rodolfo Álvarez.
- Tovarich (1955), de Jacques Deval.
- Cada quién su vida (1955), de Luis Basurto.
- Moctezuma II (1954), de Sergio Magaña.
- Juego de niños (1954), de Víctor Ruiz Iriarte.
- Cándida (1953), de George Bernard Shaw.
- Los días felices (1953), de Claude André Puget.
- La función de despedida (1953), de Rodolfo Usigli.
- Los empeños de una casa (1951), de Juana Inés de la Cruz.
- Monserrat (1950), de Emmanuel Robles.
- Madre (1950), de Karel Čapek.
- Calígula (1950), de Albert Camus.
- El sueño de una noche de verano (1948), de William Shakespeare.